# Pterolophia luzonica
Pterolophia luzonica là một loài bọ cánh cứng trong họ Cerambycidae.